# Francovich & Bonifaci
Orzeczenie z dnia 19 listopada 1991 r. Europejskiego Trybunału Sprawiedliwości wydane w sprawach połączonych (C-6/90 i C-9/90) w trybie prejudycjalnym w  przedmiocie wykładni art. 189 akapit trzeci Traktatu EWG oraz Dyrektywy Rady 80/987/EWG z dnia 20 października 1980 r. w sprawie zbliżania ustawodawstw państw członkowskich dotyczących ochrony pracowników na wypadek niewypłacalności pracodawcy (Dz.U. L 283, str. 23). Pytania prejudycjalne zostały podniesione w ramach sporu między Andreą Francovichem i Danilą Bonifaci i in. a Republiką Włoską.
Istotą orzeczenia było ustalenie zależności pomiędzy zasadą bezpośredniego skutku prawa wspólnotowego a odpowiedzialnością odszkodowawczą państwa za szkodę wyrządzoną jednostce wskutek naruszenia prawa wspólnotowego.

## Stan faktyczny
Powodowie wnieśli powództwa związane z zaniedbaniem wprowadzenia w życie przez rząd włoski Dyrektywy 80/987 o ochronie pracowników w przypadku niewypłacalności pracodawcy.
- A. Francovich pracował w przedsiębiorstwie, które zamiast pełnego wynagrodzenia, wypłacało jedynie zaliczki na ten poczet. Wniósł powództwo do właściwego pretura i uzyskał nakaz zapłaty, jednak w trakcie egzekucji komornik przy sądzie w Vicenza zmuszony był wydać postanowienie o bezskuteczności egzekucji. Francovich powołał się więc na gwarancję, jaka na mocy Dyrektywy 80/987 przysługiwała mu ze strony państwa włoskiego lub, pomocniczo, na prawo do odszkodowania.

- D. Bonifaci i 33 inne pracownice również uzyskały informację, że niemożliwe jest odzyskanie wynagrodzeń z majątku zatrudniającego ich przedsiębiorstwa. W związku z tym powódki pozwały do sądu Republikę Włoską, żądając nakazania zaspokojenia przez nią, w związku z jej zobowiązaniem do stosowania Dyrektywy 80/987, ich roszczeń z tytułu zaległych wynagrodzeń za co najmniej ostatnie trzy miesiące albo zapłaty odszkodowania.

- Trybunał ustalił, że rząd Włoch uchybił obowiązkowi wprowadzenia w życie przepisów krajowych, niezbędnych do zastosowania się do Dyrektywy w terminie. Strony oczekiwały odpowiedzi na pytanie, czy państwo członkowskie jest zobowiązane naprawić szkody, jakie osoby fizyczne poniosły z powodu niedokonania transpozycji Dyrektywy 80/987.

## Treść wyroku
- Trybunał uznał, że przepisy Dyrektywy nie spełniają wymogów, aby zainteresowani mogli bezpośrednio powoływać się na te prawa wobec państwa przed sądami krajowymi w razie niedokonania w terminie transpozycji Dyrektywy. Zaniechanie państwa w tej kwestii stanowi jednak naruszenie prawa wspólnotowego.
- Niedokonanie transpozycji skutkuje zatem brakiem możliwości uzyskania przez jednostki odszkodowania za uszczerbek na swoich uprawnieniach. Prowadzi to tym samym do podważenia pełnej skuteczności norm wspólnotowych oraz osłabienia praw podmiotowych.
- Gdy skuteczność norm wspólnotowych jest uzależniona od państwa, możliwość dochodzenia przez jednostki kompensaty za szkody jest szczególnie potrzebna.
- Obowiązek naprawienia przez państwo członkowskie szkody znajduje również podstawę w art. 10 Traktatu (obecnie art. 4 ust.3 TUE), zgodnie z którym państwa członkowskie zobowiązane są podjąć wszelkie działania o charakterze ogólnym lub jednostkowym, niezbędne w celu wykonania zobowiązań, jakie ciążą na nich na mocy prawa wspólnotowego. Wśród zobowiązań tych znajduje się zaś obowiązek usunięcia niezgodnych z prawem skutków naruszenia prawa wspólnotowego.

## Komentarz
Trybunał ustalił zasadę, z której wynika, że państwo członkowskie zobowiązane jest naprawić szkody wyrządzone jednostkom poprzez naruszenie prawa wspólnotowego, któremu jest winne. Ponosi zatem odpowiedzialność odszkodowawczą z tytułu szkód wyrządzonych przez  naruszenie prawa unijnego. 
Nie ma znaczenia argument, że Dyrektywa nie nadaje się do stosowania  zasady bezpośredniego stosowania (a tym samym powołania się na nią w sprawach przeciw państwu), gdyż intencją legislatora było potwierdzenie tych praw, których jednostki zostały pozbawione przez zaniechanie transpozycji Dyrektywy.
Trybunał przywołał także zasadę autonomii porządku prawnego Wspólnoty oraz fakt, że jego podmiotami są zarówno państwa jak i jednostki. Prawo unijne może być źródłem praw i zobowiązań stanowiących element statusu prawnego tych jednostek; nie muszą to być uprawnienia nadane wprost w Traktacie, lecz powstają one również jako skutek zobowiązań, które Traktat nakłada w sposób ściśle określony zarówno na jednostki, jak i na państwa członkowskie oraz instytucje unijne. Stanowi to odniesienie do sprawy van Gend & Loos.
Uzasadnieniem dla takiego rozstrzygnięcia jest zasada efektywności prawa unijnego oraz zasada lojalnej współpracy, które wynikają z przywołanego przez Trybunał art. 10. Nie ma natomiast bezpośrednich podstaw normatywnych.